# Gyroflexus brevibasidiatus
Gyroflexus brevibasidiatus — вид грибів, що належить до монотипового роду Gyroflexus.